# Hammerschlags- und Leiterrecht

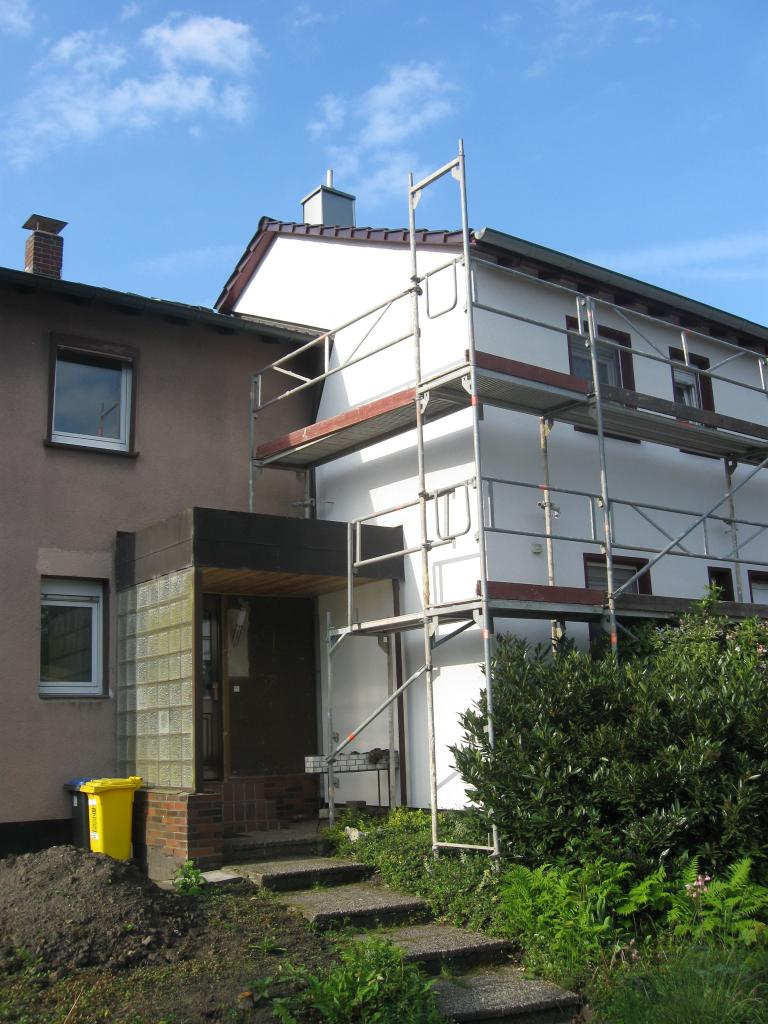
Beispiel für die Ausübung des Leiterrechtes (NRW): Gerüstbau auf dem Nachbargrundstück in einer Reihenhausanlage.

Die Hammerschlags- und Leiterrechte sind Begriffe aus dem deutschen Nachbarrecht.
Das Hammerschlagsrecht erlaubt es einem Grundbesitzer, das Grundstück des Nachbarn zu betreten, um an seinem eigenen Gebäude Reparaturarbeiten auszuführen.
Das Leiterrecht erlaubt es ihm, auf dem Nachbargrundstück ein Gerüst aufzustellen sowie eventuell dort Geräte und Materialien vorübergehend zu lagern.
Geregelt sind diese Grundsätze in den Nachbarrechtsgesetzen der Bundesländer.
Exemplarisch nachfolgend § 24 Abs. 1 und 2 des Nachbarrechtsgesetzes Nordrhein-Westfalen:
(1) Der Eigentümer und die Nutzungsberechtigten müssen dulden, dass ihr Grundstück einschließlich der baulichen Anlagen zum Zwecke von Bau- oder Instandsetzungsarbeiten auf dem Nachbargrundstück vorübergehend betreten und benutzt wird, wenn und soweit
1. die Arbeiten anders nicht zweckmäßig oder nur mit unverhältnismäßig hohen Kosten durchgeführt werden können,
2. die mit der Duldung verbundenen Nachteile oder Belästigungen nicht außer Verhältnis zu dem von dem Berechtigten erstrebten Vorteil stehen,
3. ausreichende Vorkehrungen zur Minderung der Nachteile und Belästigungen getroffen werden und
4. das Vorhaben öffentlich-rechtlichen Vorschriften nicht widerspricht.

(2) Das Recht ist so schonend wie möglich auszuüben. Es darf nicht zur Unzeit geltend gemacht werden.
Die Absicht, von diesem Recht Gebrauch zu machen, muss dem Nachbarn vor der Ausübung angezeigt werden. Die Anzeige hat je nach Bundesland zwischen zwei Wochen und einem Monat vorher zu erfolgen. Untersagt der Nachbar die Ausübung der Betretung und Benutzung seines Grundstücks, darf das Grundstück nicht ohne Weiteres betreten werden. Stattdessen ist eine gerichtliche Entscheidung herbeizuführen. Entsteht durch die Verzögerung ein Schaden, so ist dieser vom Nachbarn zu ersetzen, wenn die Untersagung rechtswidrig war.
Die Landesgesetze regeln auch, unter welchen Voraussetzungen eine Nutzungsentschädigung für die Inanspruchnahme des Nachbargrundstücks zu erbringen ist. Wird anlässlich der Ausübung des Hammerschlags- und Leiterrechts Nachbareigentum beeinträchtigt, so besteht unter Umständen eine Schadensersatzpflicht.

## Landesgesetze zur Regelung des Hammerschlagrechts
| Bundesland             | Artikel / Gesetz | Beschreibung |
| Baden-Württemberg      | § 7 d Nachbarrechtsgesetz Baden-Württemberg (NRG BW) | Regelung des Hammerschlagrechts für die Inanspruchnahme von fremdem Eigentum zur Ausführung von Bauarbeiten                                                                     |
| Bayern                 | Art. 46b Bayerisches Ausführungsgesetz zum Bürgerlichen Gesetzbuche (AGBGB) | Spezifische Regelung des Hammerschlagrechts für Bayern mit detaillierten Voraussetzungen und Verfahren                                                                          |
| Berlin                 | § 17 Nachbarrechtsgesetz Berlin (NRG Bln) | Regelung des Hammerschlagrechts im Berliner Nachbarrecht mit Fokus auf die Verhältnismäßigkeit der Inanspruchnahme                                                              |
| Brandenburg            | § 23 Brandenburgisches Nachbargesetz (BbgNBG) | Definition und Regelung des Hammerschlagrechts im Brandenburgischen Nachbarrecht mit Verweis auf die Unvermeidbarkeit der Inanspruchnahme                                       |
| Bremen                 | Es gelten die Vorschriften des BGB, insbesondere §§ 906 ff. BGB, §§ 917 ff. BGB sowie §§ 919 ff. Landesrechtliche Regelungen bestehen mit § 24 des Ausführungsgesetzes zum BGB (AGBGB). | In Bremen existiert kein gesondertes Nachbarrechtsgesetz. Die Regelung erfolgt über das Bürgerliche Gesetzbuch (BGB).                                                           |
| Hamburg                | § 29 Hamburgisches Nachbargesetz (HmbNRG) | Spezifische Regelungen zum Hammerschlagrecht im Hamburger Nachbarrecht mit Fokus auf die Minimierung der Beeinträchtigung des Nachbargrundstücks                                |
| Hessen                 | § 16 Hessisches Nachbargesetz (HNG) | Definition und Regelung des Hammerschlagrechts im Hessischen Nachbarrecht mit Verweis auf die Verhältnismäßigkeit und Zumutbarkeit der Inanspruchnahme                          |
| Mecklenburg-Vorpommern | § 22 Mecklenburg-Vorpommersches Nachbarrechtsgesetz (M-V NBGR) | Festlegung des Hammerschlagrechts im MV Nachbarrechtsgesetz mit Fokus auf die Abwägung der Interessen der Grundstückseigentümer                                                 |
| Niedersachsen          | § 47 f. Niedersächsisches Nachbarrechtsgesetz (NNachbG) | Regelung des Hammerschlagrechts im Niedersächsischen Nachbarrecht mit Betonung auf die Minimierung der Beeinträchtigung des Nachbargrundstücks und der Entschädigungspflicht    |
| Nordrhein-Westfalen    | § 24 Nachbarrechtsgesetz Nordrhein-Westfalen (NRW NRG) | Detaillierte Regelungen zum Hammerschlagrecht im NRW Nachbarrecht mit Festlegung der Voraussetzungen, des Verfahrens und der Entschädigung                                      |
| Rheinland-Pfalz        | § 26 Nachbarrechtsgesetz Rheinland-Pfalz (NRG RPf) | Spezifische Regelungen zum Hammerschlagrecht im rheinland-pfälzischen Nachbarrecht mit Fokus auf die Verhältnismäßigkeit und Zumutbarkeit der Inanspruchnahme                   |
| Saarland               | § 22 Saarländisches Nachbarrechtsgesetz (SLNBG) | Definition und Regelung des Hammerschlagrechts im Saarländischen Nachbarrecht mit Verweis auf die Unvermeidbarkeit der Inanspruchnahme und die Entschädigungspflicht            |
| Sachsen                | § 29 Sächsisches Nachbarrechtsgesetz (SächsNBG) | Festlegung des Hammerschlagrechts im Sächsischen Nachbarrecht mit Fokus auf die Abwägung der Interessen der Grundstückseigentümer und der Verhältnismäßigkeit                   |
| Sachsen-Anhalt         | § 22 Gesetz über das Nachbarrecht des Landes Sachsen-Anhalt (NBG LSA) | Regelung des Hammerschlagrechts im sachsen-anhaltischen Nachbarrecht mit Betonung auf die Minimierung der Beeinträchtigung des Nachbargrundstücks und der Entschädigungspflicht |
| Schleswig-Holstein     | § 23 Schleswig-Holsteinisches Nachbarrechtsgesetz (NBG SH) | Definition und Regelung des Hammerschlagrechts im Schleswig-Holsteinischen Nachbarrecht mit Verweis auf die Verhältnismäßigkeit und Zumutbarkeit der Inanspruchnahme            |
| Thüringen              | § 25 Thüringer Nachbarrechtsgesetz (ThürNBG) | Spezifische Regelungen zum Hammerschlagrecht im Thüringer Nachbarrecht mit Fokus auf die Interessenabwägung zwischen den Grundstückseigentümern                                 |